# Вікторовський сільський округ
Ві́кторовський сільський округ (каз. Викторовка ауылдық округі, рос. Викторовский сельский округ) — адміністративна одиниця у складі Зерендинського району Акмолинської області Казахстану. Адміністративний центр — село Вікторовка.
Населення — 1607 осіб (2021; 2084 у 2009, 2690 у 1999, 3177 у 1989).
Станом на 1989 рік існувала Вікторовська сільська рада (села Вікторовка, Красиловка, Лосевка, аули Кизилкайнар, Туражол), село Підзаводськ перебувало у складі Айдабульської селищної ради. 2006 року були ліквідовані села Підзаводськ та Туражол. Станом на 2009 рік до складу округу також входило селище Айдабол, яке потім утворило окремий Айдабольський сільський округ. 2010 року було ліквідоване село Кизилкайнар.

## Склад
До складу округу входять такі населені пункти:
| Населений пункт     | Колишні назви | Населення, осіб (1989) | Населення, осіб (1999) | Населення, осіб (2009) | Населення, осіб (2021) |
| ------------------- | ------------- | ---------------------- | ---------------------- | ---------------------- | ---------------------- |
| Богенбай-бі, село   | Лосевка       | 444                    | 370                    | 250                    | 185                    |
| Вікторовка, село    | -             | 1903                   | 1699                   | 1419                   | 1131                   |
| --Кизилкайнар, село | -             | 62                     | 88                     | 27                     | -                      |
| --Підстанція        | -             | -                      | -                      | -                      | 10                     |
| Красиловка, село    | -             | 519                    | 474                    | 388                    | 281                    |
| Підзаводськ, село   | -             | 240                    | 13                     | -                      | -                      |
| Туражол, село       | -             | 9                      | 59                     | -                      | -                      |